# 五斗進
五斗 進（ごとう すすむ）は、日本のバイオインフォマティクス研究者。情報・システム研究機構データサイエンス共同利用基盤施設副センター長・教授、日本学術会議会員。元日本バイオインフォマティクス学会理事長。

## 人物・経歴
1985年福岡県立修猷館高等学校を卒業、九州大学工学部情報工学科に入学、1989年に卒業。1989年、九州大学大学院工学研究科情報工学専攻修士課程に進学、1994年に同博士後期課程を修了し、博士（工学）の学位を取得。
博士課程在学中の1993年4月から1994年3月にかけては、日本学術振興会特別研究員を務め、1994年4月、京都大学化学研究所助手として着任。1999年10月には同研究所の助教授（後に准教授に職名変更）に昇任し、2017年1月まで務めた。この間、2002年4月から2006年3月にかけては奈良先端科学技術大学院大学情報科学研究科客員助教授を兼任した。
2017年2月より、情報・システム研究機構データサイエンス共同利用基盤施設教授。また、東京大学大学院新領域創成科学研究科情報生命科学群客員教授や、情報・システム研究機構データサイエンス共同利用基盤施設副センター長も務め、2020年より日本学術会議会員（第24期）、2021年より日本バイオインフォマティクス学会（JSBi）の理事長、2023年より日本学術会議会員（第25期）。